# Raon-lès-Leau
 Raon-lès-Leau  es una población y comuna francesa, en la región de Lorena, departamento de Meurthe y Mosela, en el distrito de Lunéville y cantón de Badonviller.
Tras la Guerra Franco-Prusiana perdió gran parte de sus bosques. Estos no le fueron restituidos tras la Primera Guerra Mundial, sino que siguen perteneciendo a Grandfontaine (Bajo Rin).

## Demografía
| 59 | 47 | 37 | 16 | 24 | 27 |
| Para los censos de 1962 a 1999 la población legal corresponde a la población sin duplicidades (Fuente: INSEE [Consultar]) |    |    |    |    |    |